# Inge Senoner
Anna Inge Senoner (Santa Cristina Valgardena, 21 febbraio 1940 – Bolzano, 22 luglio 2007) è stata una sciatrice alpina italiana.

## Biografia
Nata in una numerosa famiglia di sciatori e albergatori ladini, Inge Senoner era sorella di Carlo, a sua volta sciatrice alpino; atleta polivalente, debuttò in campo internazionale in occasione della gare di Cortina d'Ampezzo del 14-15 febbraio 1959, dove si classificò 26ª nello slalom speciale e non concluse lo slalom gigante, e ai Mondiali di Chamonix 1962 (10-18 febbraio), suo esordio iridato, si piazzò 18ª nella discesa libera, 19ª nello slalom gigante e non completò lo slalom speciale. Due anni dopo prese parte ai IX Giochi olimpici invernali di Innsbruck 1964 (29 gennaio-9 febbraio), sua unica presenza olimpica nonché congedo iridato, arrivando 31ª nella discesa libera e non completando lo slalom speciale; nel prosieguo della stagione si classificò 3ª nello slalom gigante del Grand Prix du Savoie (Méribel, 20-22 marzo). Disputò le sue ultime gare internazionali al trofeo Soreghina 1966 (Cavalese, 5-6 febbraio).

## Palmarès

### Campionati italiani
- 7 medaglie[6]:
  - 2 ori (discesa libera nel 1962; slalom speciale nel 1964)
  - 2 argenti (slalom speciale nel 1963; slalom gigante nel 1965)
  - 3 bronzi (slalom gigante nel 1962; slalom gigante nel 1964; discesa libera nel 1965)